# Abellerol d'Etiòpia
L'abellerol d'Etiòpia (Merops lafresnayii) és una espècie d'ocell de la família dels meròpids (Meropidae), que habita praderies, boscos clars, llacs costaners, pantans i canyars, d'Etiòpia, Eritrea, el Sudan del Sud i sud del Sudan.

## Taxonomia
S'ha considerat tradicionalment com una subespècie de Merops variegatus, però actualment figura a modernes classificacions com una espècie de ple dret. També s'ha comentat que podria ser una subespècie de Merops oreobates.